# Stift Suben

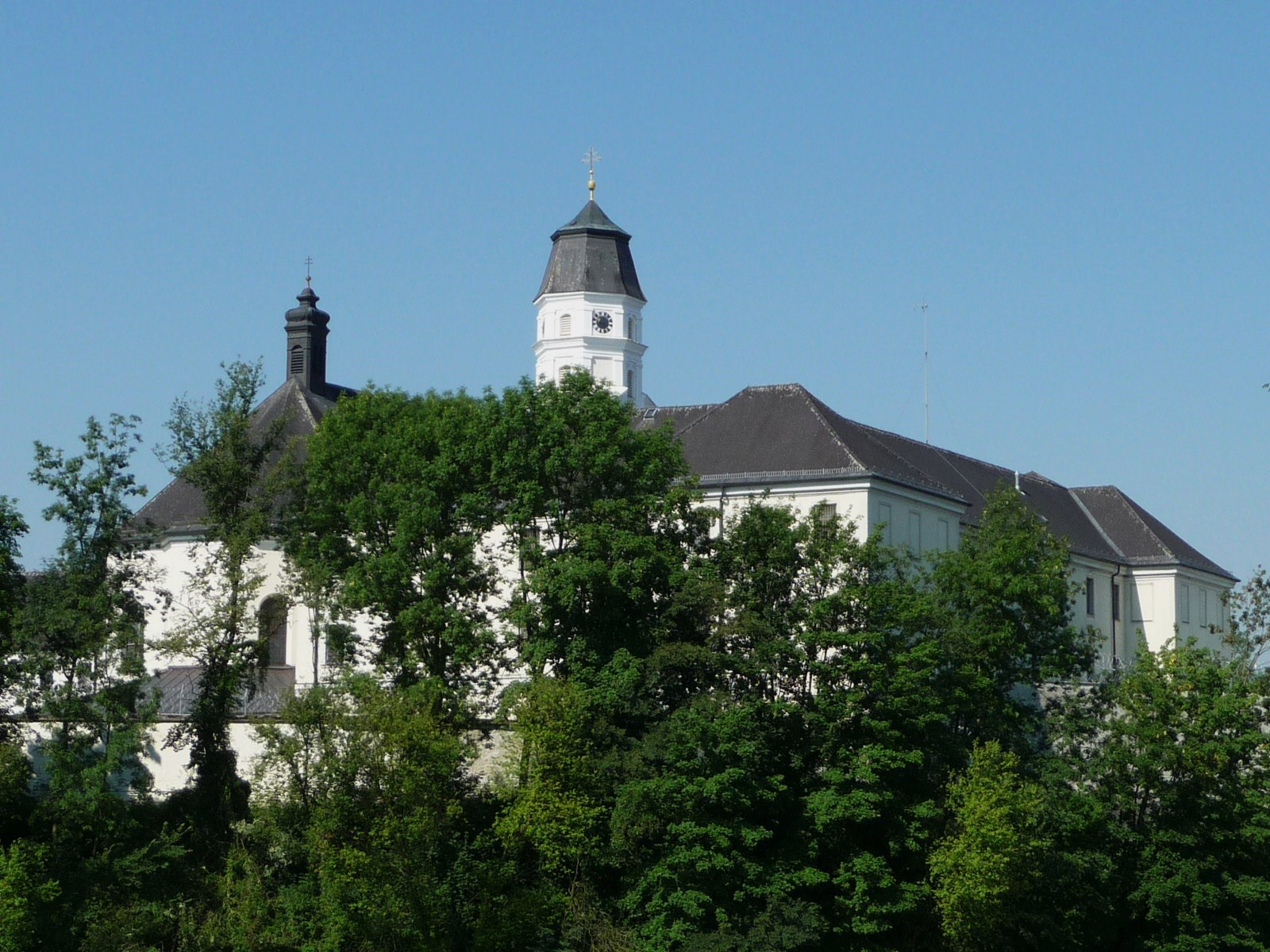
Das ehemalige Stift Suben

Das Stift Suben ist ein ehemaliges Kloster der Augustiner-Chorherren (CanReg) in Suben in Österreich. In seinen Gebäuden ist heute die Justizanstalt Suben untergebracht, die ehemalige Klosterkirche dient als Pfarrkirche Suben.

## Geschichte

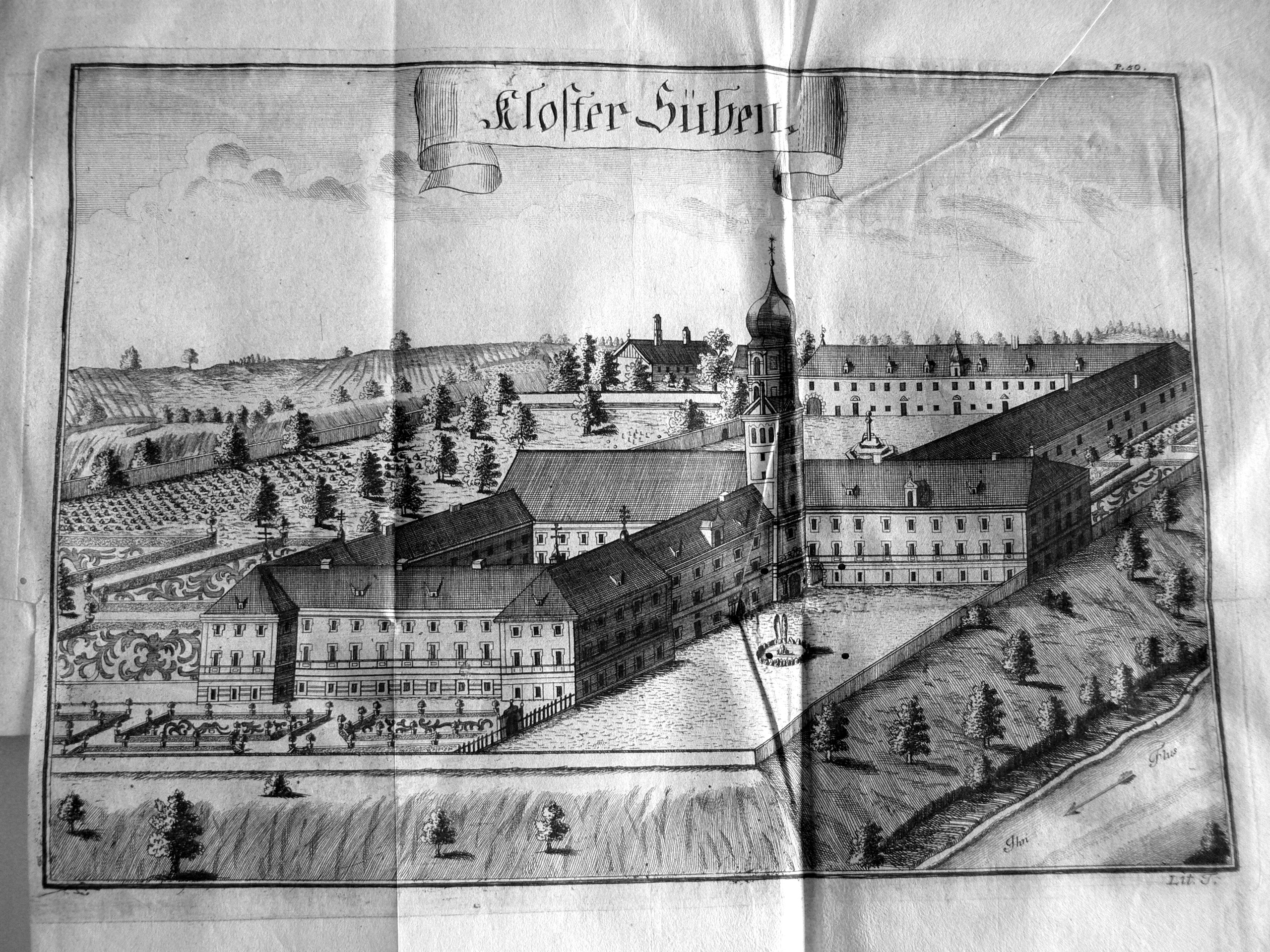
Stift Suben 1779

### Gründung als Kollegiatstift
Um 1050 bzw. 1084 wurde die an diesem Ort bestehende Burg der Grafen von Formbach von Tuta, der Tochter des Heinrich von Formbach und Ehefrau des ungarischen Königs Béla I., zu einem Kollegiatstift für weltliche Kleriker umgewandelt. Während des Investiturstreits standen die Grafen von Formbach auf Seiten des Papstes. Dies hatte zur Folge, dass auch Suben durch die Anhänger von Kaiser Heinrich IV. verwüstet wurde. 

### Gründung als Stift der Augustiner-Chorherren
Das Stift wurde 1126/1142 von Bischof Altmann von Trient, Sohn Graf Udalschalks von Lurn und Urenkel Tutas, neu gegründet. Altmann legte fest, dass die Kleriker im Kloster als Augustiner-Chorherren nach der Regel des hl. Augustinus leben und dass das Hochstift Salzburg den Propst bestimmen sollte. 
Bereits 1146 nahm Papst Eugen III. das Stift Suben in seinen besonderen Schutz und bestätigte dem Kloster alle Besitzungen und erteilte das Begräbnisrecht. 1236 wurde dem Stift durch Papst Gregor IX. die freie Propstwahl zugestanden, wobei allerdings erst 1474 der erste Propst aus der Mitte des Konvents frei gewählt werden konnte.
Anhand von Gebetsverbrüderungen kann man sehen, dass das Stift bemüht war, mit anderen Klöstern Kontakt aufzunehmen. Propst Ulrich Saeldt (1390–1421) schließt am 27. März 1416 eine solche mit Kloster Reichersberg, Propst Matthäus Meemoser (1422–1456) am 8. September 1426 mit dem Stift St. Florian, Propst Johann IV. Heiweckh (1493–1509) am 21. September 1497 mit Kloster Kremsmünster, im Jahr 1500 mit Kloster Mondsee, am 10. Mai 1501 mit Kloster Neustift bei Brixen und 1502 mit dem Benediktinerstift Göttweig. Durch den Passauer Bischof Wiguleus Fröschl (1500–1517) erhielt das Kloster wesentlich neue Aufgaben in Bezug auf die Seelsorge in zahlreichen Pfarreien des Innviertels. Diese Aufgaben wurden bis zur Schließung des Klosters 1784 wahrgenommen.
Das Stift Suben hatte Besitzungen im Innviertel, in Kärnten, in der Steiermark und in der Wachau und verfügte über wichtige Mautprivilegien. Noch heute erinnert in Rossatz der als Gasthof genutzte Subenhof an eines dieser Güter. 
Die Grafen von Schaunberg übten ab 1140 die Vogtei und Gerichtsbarkeit über das Kloster aus. Als der letzte Schaunberger, Graf Wolfgang II., 1559 verstarb, erhielt das Stift einen eigenen Hofrichter (mit niederer Gerichtsbarkeit) und die Klostersiedlung wurde zu einer Hofmark.

### Frühe Neuzeit
In der zweiten Hälfte des 16. Jahrhunderts gab es in den Visitationsprotokollen zahlreiche Beanstandungen wegen schlechter Moral und Disziplin, dem Gebrauch des protestantischen Katechismus und des Konkubinats. Kurzfristig musste durch die weltliche Obrigkeit der Dechant Johann Ponner (später Propst Johann VIII. (1586–1591)) zum Leiter erhoben werden. Aber erst durch den Propst Michael Hering (1591–1599) trat eine grundlegende Wende ein. Propst Ernest Theophil Scharrer (1679–1696) installierte in Suben die Erzbruderschaft „Maria Hilf“, 1684 erhielt er von Papst Innozenz XI. das Recht zum Gebrauch der Pontifikalien (Mütze, Stab, Ring und Brustkreuz). In den Jahren 1766 bis 1770 wurde die heutige Kirche unter Propst Ildefons Schalkhamer († 1767) erbaut.
Mit dem Innviertel kam Suben 1779 von Bayern zu Österreich.

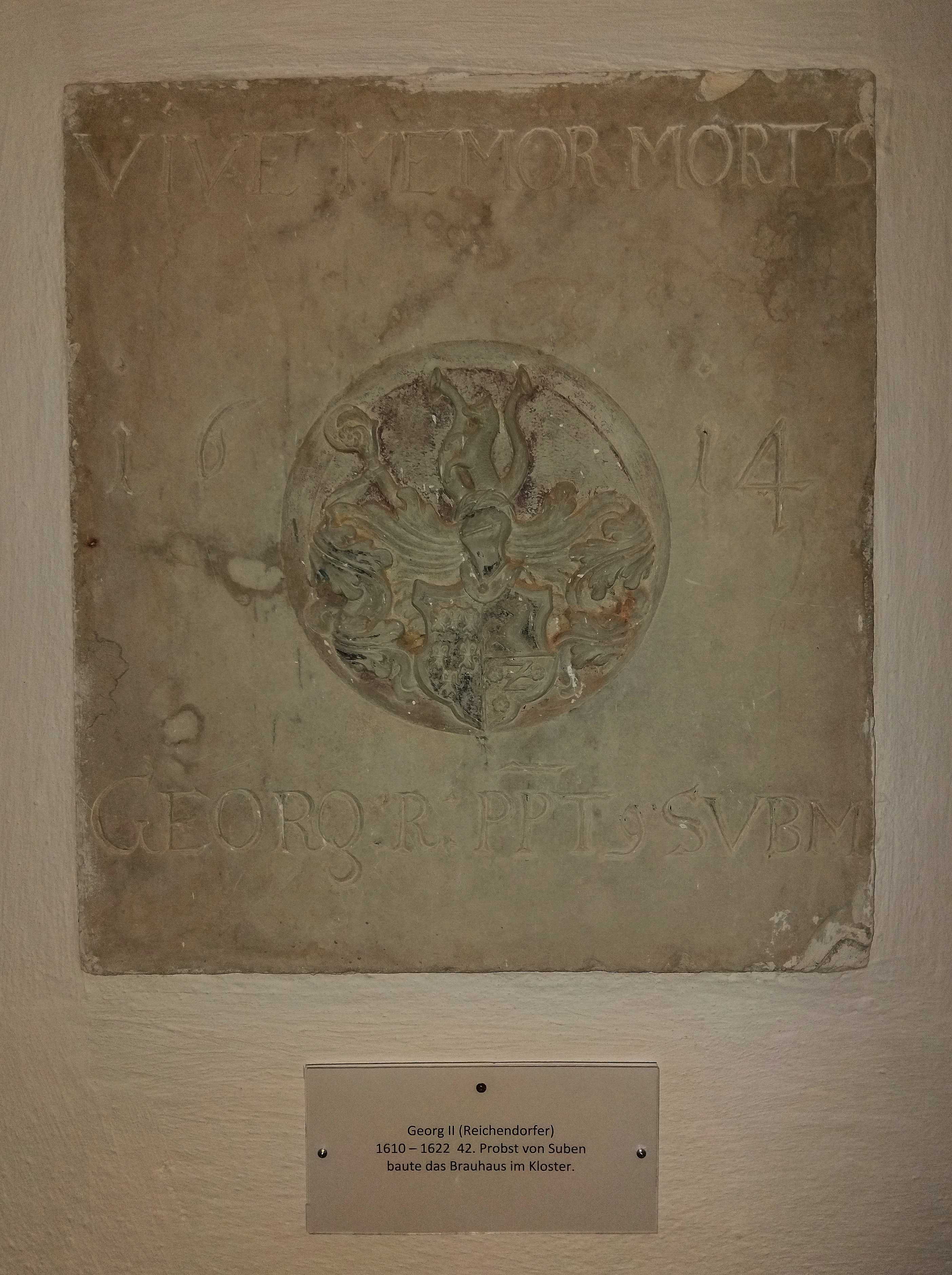
Grabstein für Propst Georg II. († 1622)
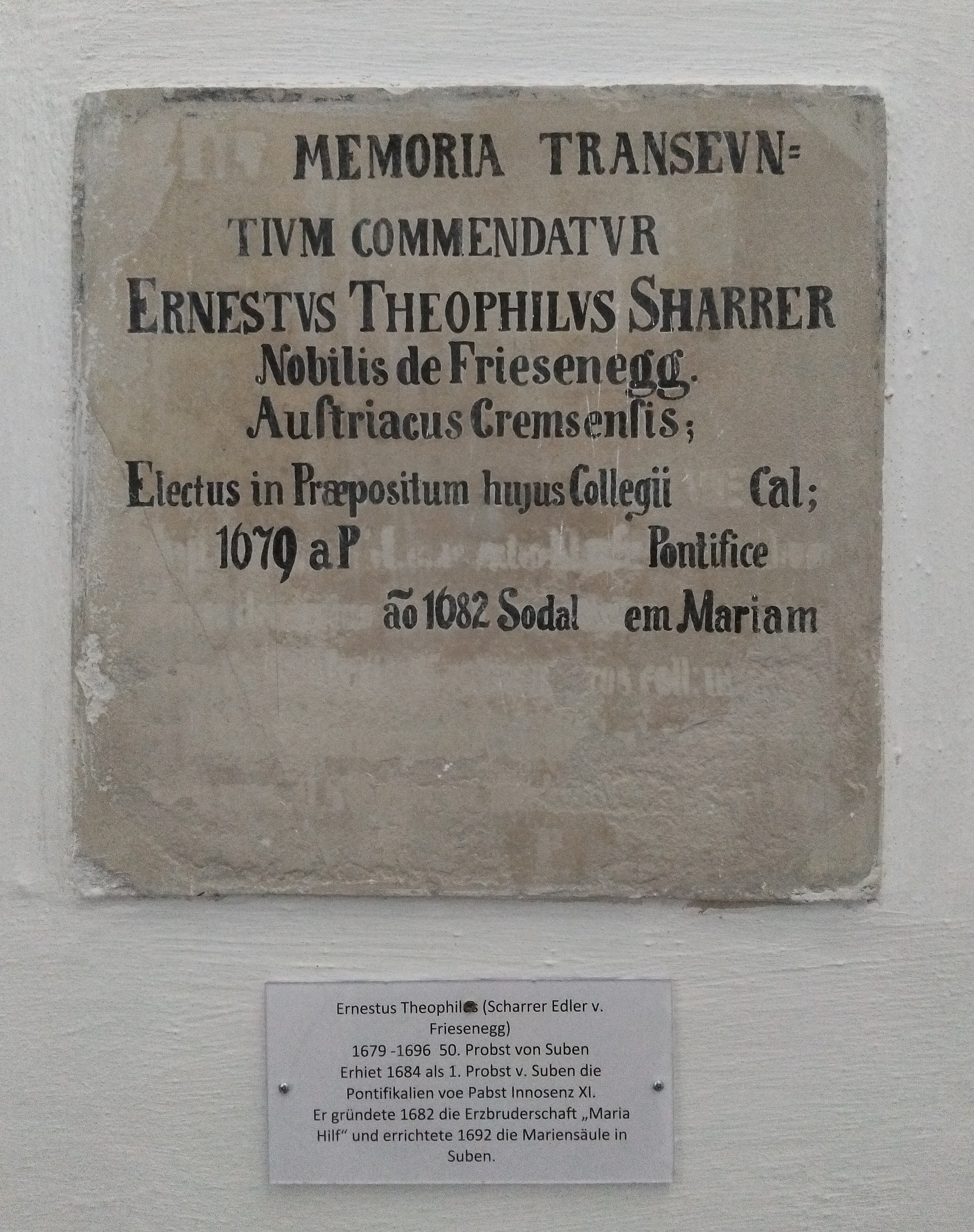
Grabstein für Propst Ernest Theophil († 1696)
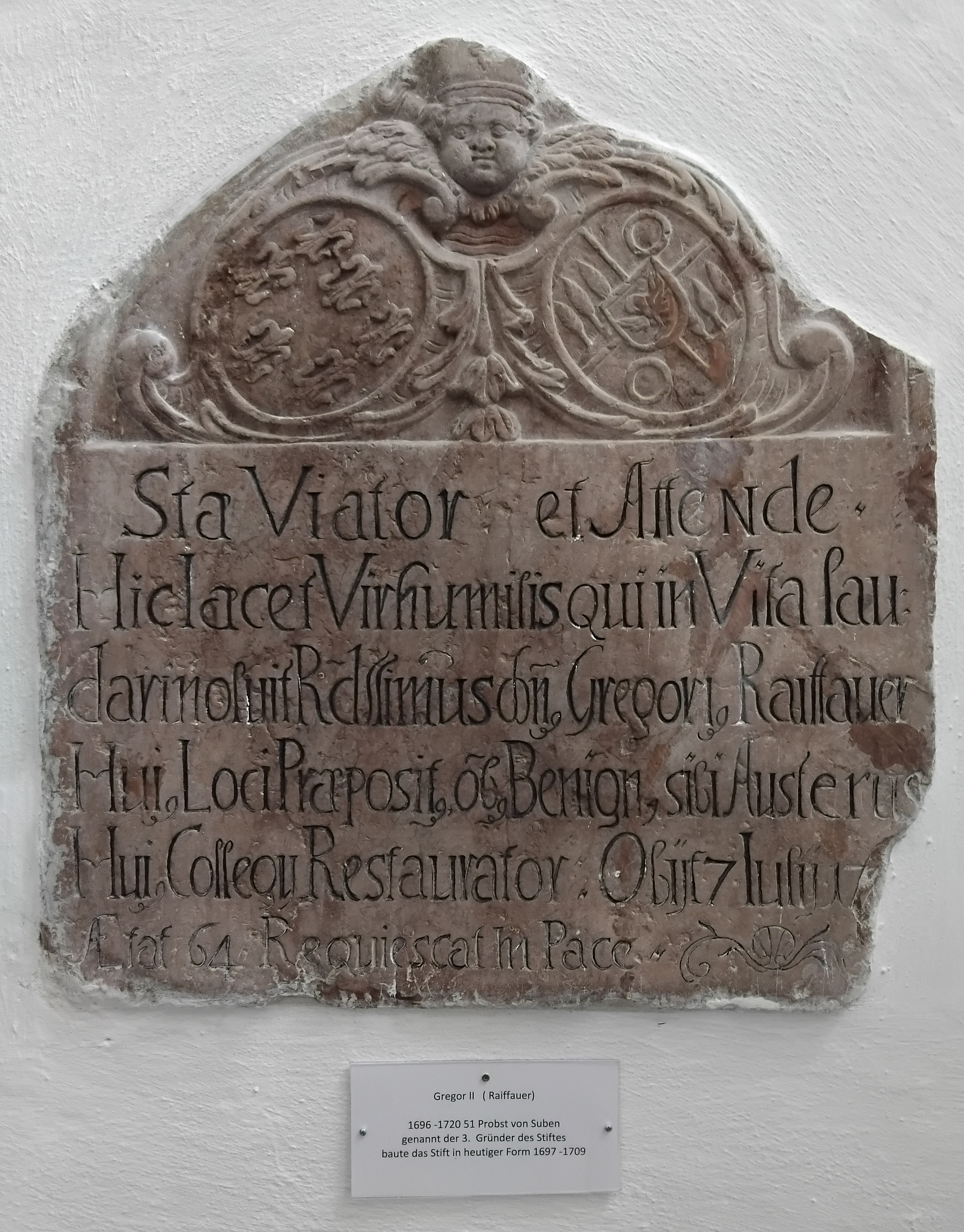
Grabstein für Propst Gregor II. († 1720)
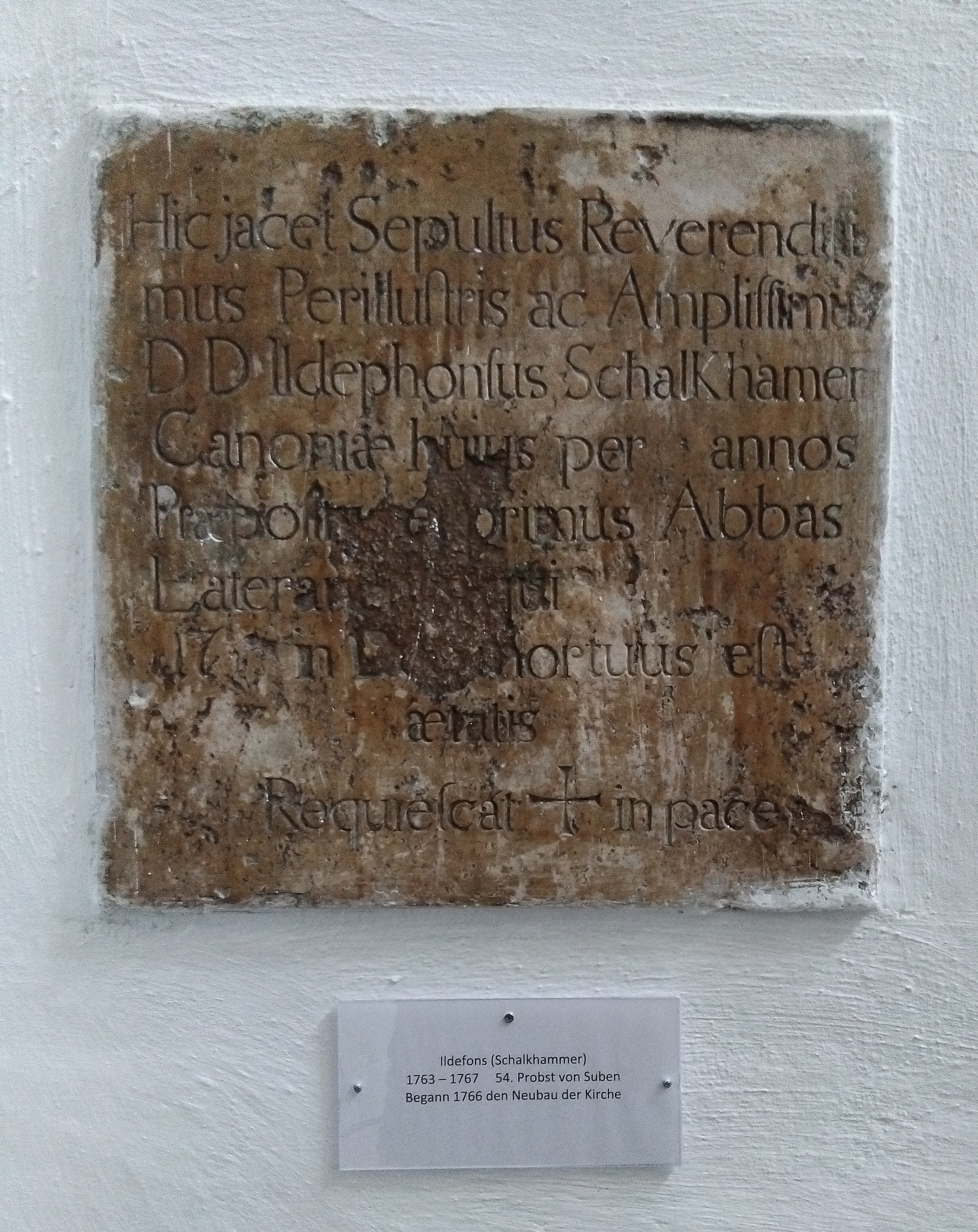
Grabstein für Propst Ildefons († 1767)

### Aufhebung und Nachnutzung
Am 6. März 1784 wurde das Stift Suben durch Kaiser Joseph II. aufgehoben und dem Kloster Reichersberg zur Administration unterstellt. Sein Seelsorgebereich in Suben wurde mit dem bisher von St. Marienkirchen aus betreuten Pfarrsprengel von Suben zur eigenständigen Religionsfonds-Pfarre Suben zusammengelegt. Die 23 Chorherren des Stiftes konnten in den Pfarreien als Weltgeistliche ihren Dienst verrichten oder wurden pensioniert, wie etwa der letzte Propst, der bis zu seinem Tode 1789 im „leeren Kloster“ lebte. Die bisherige Klosterkirche wurde als „Pfarrkirche Suben“ zur Pfarrkirche der neugeschaffenen Religionsfondspfarre Suben erklärt, die Klostergebäude gingen in Staatsbesitz über.
Wesentliche Teile des Klosterbesitzes wurden nach der Aufhebung des Stiftes verkauft. Die Klostersammlungen (Archiv, Bibliothek, Kirchenschatz) wurden in alle Welt zerstreut. Das noch vorhandene Vermögen wurde 1792 dem neuen Bistum Linz zugeschlagen und diente als Realdotation für den Generalvikar. Nach dessen Tod zog der Staat die Herrschaft wieder ein. 1809 dienten die Klostergebäude als Lazarett für die französischen Truppen. Kaiser Napoleon schenkte es 1809 seinem Feldmarschall Carl Philipp von Wrede. Unter dessen Ägide trat ein großer Verfall der Stiftsgebäude ein und zahlreiche Kunstgegenstände wurden verkauft oder verschleppt.
1855 kaufte es der k.u.k. Strafhausfonds von der Familie Wrede zurück. Die Gebäude werden seit 1865 als Strafvollzugsanstalt genutzt, wobei zuerst die Frauenstrafanstalt Garsten hierher verlegt wurde. 1875 wurde eine Männerstrafanstalt eingerichtet, die heute noch besteht. Die Seelsorge im Gefängnis und in der Pfarrei versehen seitdem Franziskanerpatres.

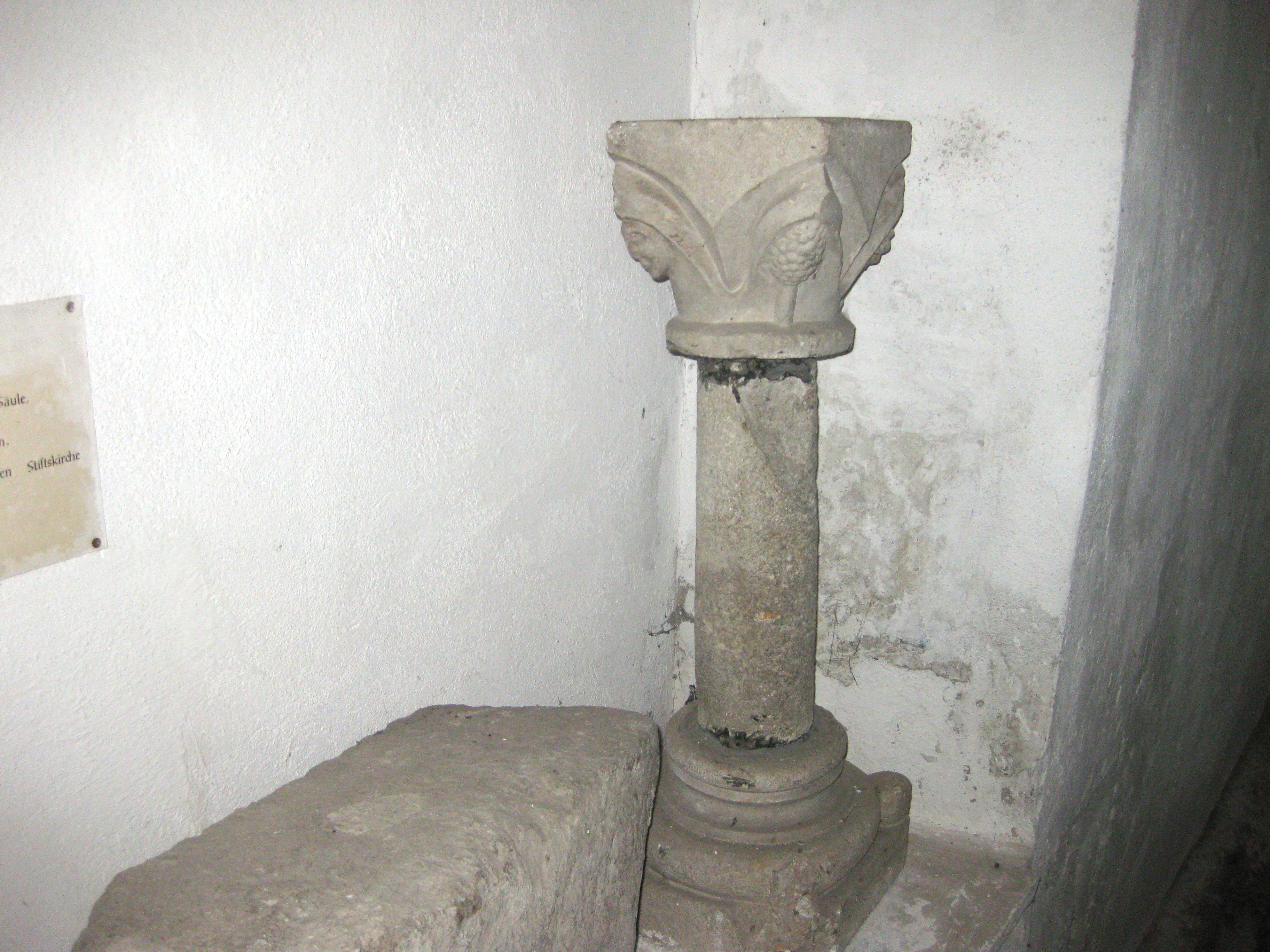
Romanische Säule von der Westempore der ehemaligen Stiftskirche

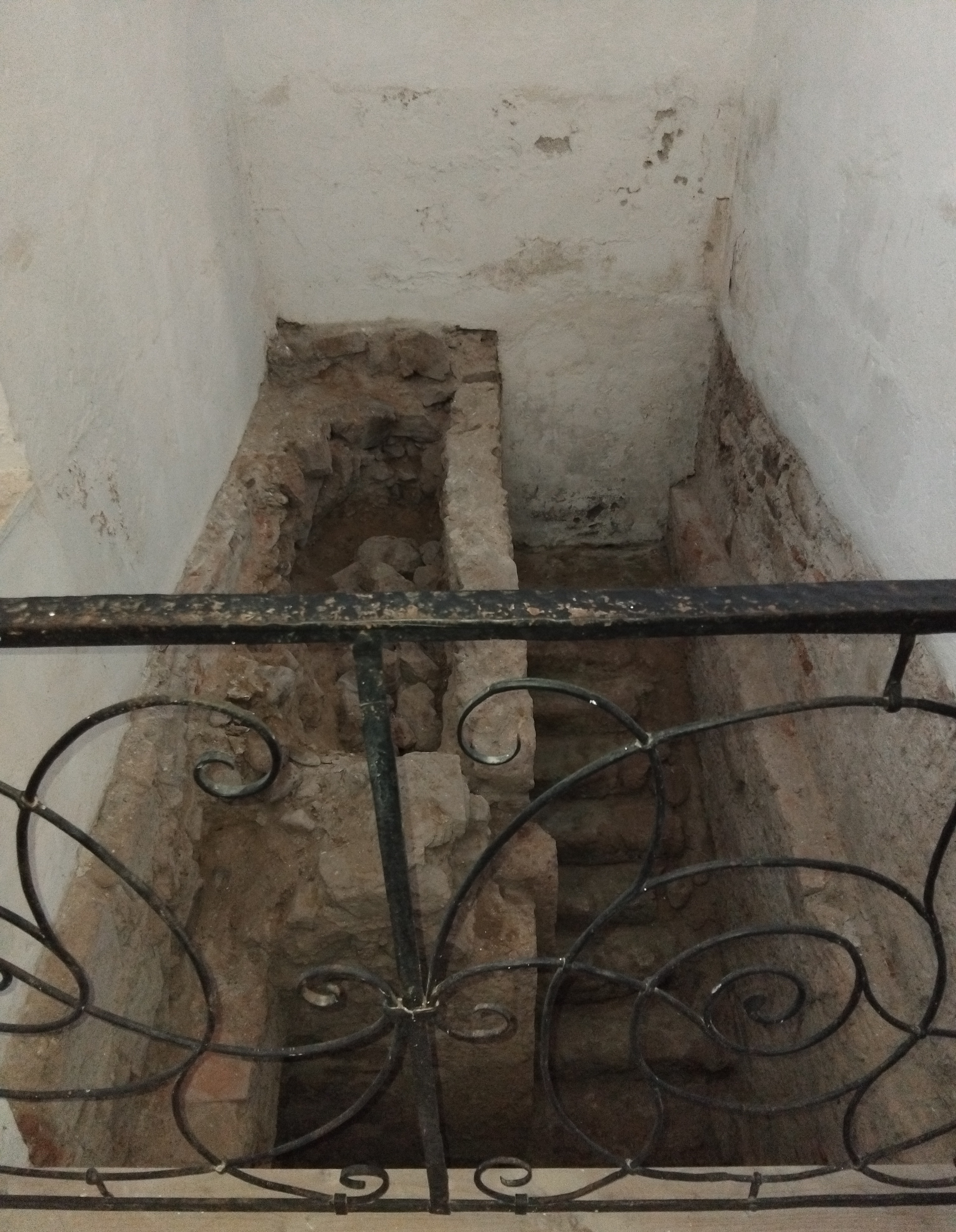
Mauerreste in der Seitenkapelle

## Kunst
Über den ursprünglichen Zustand der Kirche ist wenig bekannt. Auf dem Epitaph der Tuta hält diese eine Kirche romanischen Charakters. Auch ist noch eine romanische Säule mit einem sehr frühen Kapitell (um 1136) erhalten. Gegen Ende des 17. Jahrhunderts wurde aufgrund des schlechten Bauzustandes das Kloster barock umgestaltet. Propst Asquilin Sattelberger (1672–1678) ließ eine neue Propstei errichten. Propst Gregor II. Raiffauer (1696–1720) führte den Neubau fort, 1696 wurde der Großteil des alten Klosters abgetragen und am 24. September 1696 der Grundstein für den Neubau gelegt. 1702/03 wurden die Bauarbeiten mit der Errichtung des Obergeschoßes des Osttraktes abgeschlossen. Als spiritus rector für den Neubau gilt der Baumeister Carlo Antonio Carlone. Im Spanischen Erbfolgekrieg (1701–1714) war das Kloster mit Flüchtlingen überfüllt und wurde von den kriegsführenden Parteien um riesige Geldsummen erpresst, sodass sich die Kunstentfaltung bei dem Neubau in Grenzen hielt. Von Suben aus griff die barocke Baugesinnung auch auf die Stiftspfarreien (Taufkirchen an der Pram, Zell an der Pram, Raab) aus.
Die Kirche wurde in den Jahren 1766 bis 1770 unter Propst Ildefons Schalkhamer von Baumeister Simon Frey (gest. 1771 in Pullach) erbaut. Die Fresken malte Johann Jakob Zeiller. Die Kanzel stammt von Joseph Deutschmann, der Stuck von Johann Baptist Modler. Die Deckenfresken zeigen die Bekehrung des hl. Augustinus, das Mittelfresko seine Verherrlichung sowie das Altarfresko die Hochzeit des Lammes. Das Altarblatt, das ebenfalls den hl. Augustinus darstellt, stammt von Johann Georg Unruhe. Am 6. Oktober 1771 vollzog der Fürstbischof von Passau, Kardinal Leopold Ernst Graf von Firmian, die Einweihung.
Trotz aller Umgestaltungen ist die Anlage auch heute noch ein imponierendes Beispiel der barocken Klosterarchitektur, das den Inn und die Subener Bucht beherrscht.

## Stiftswappen
Blasonierung: In Blau sechs 3:2:1 gestellte goldene Lilien.
Die Farbe Blau und drei goldene Lilien wurden als Referenz ins Gemeindewappen von Suben übernommen, das 1978 verliehen wurde.

## Ehemalige Pfarrkirche Hl. Maria
Die ehemalige Pfarrkirche von Suben war der Hl. Maria geweiht. Sie lag außerhalb des Stiftskomplexes, befand sich aber unmittelbar beim Tor zum Klosterhof. Kurz vor 1784 wurde diese Pfarrkirche noch einmal restauriert. Nach der Säkularisation des Klosters wurden die Pfarrrechte auf die ehemalige Klosterkirche übertragen. Die ehemalige Pfarrkirche wurde um 65 Gulden an einen Wundarzt verkauft, der daraus ein Wohnhaus machte.